# Mittermeier-Nacktgesichtsaki
Der Mittermeier-Nacktgesichtsaki (Pithecia mittermeieri) ist eine Primatenart aus der Gruppe der Neuweltaffen, die im Amazonasbecken südlich des Amazonas zwischen Rio Madeira und Rio Tapajós vorkommt. Die meisten Exemplare leben wahrscheinlich im brasilianischen Bundesstaat Mato Grosso, nördlich von Aripuanã, es gibt jedoch Anzeichen, dass die Art in der Vergangenheit auch weiter südwestlich auf bolivianischem Gebiet im Einzugsbereich von Río Mamoré und Rio Guaporé vorkam.

## Merkmale
Der Mittermeier-Nacktgesichtsaki erreicht eine Kopf-Rumpf-Länge von 35 bis 37 cm (Weibchen) bzw. von 45 bis 46 cm (Männchen) und besitzt einen 41 bis 49 cm langen Schwanz. Farblich ist Pithecia mittermeieri eine der variabelsten Sakiarten. Das relativ lange Rückenhaar der ausgewachsenen Männchen ist grau mit weißen Einsprengseln. Hände und Füße sind mit kurzen weißen Haaren bedeckt. Die Vorderseite der Beine ist schwarz. Das nach vorne, ins Gesicht reichende Haupthaar (der „Pony“) ist weiß und bildet bei alten Männchen ein weißes Band oberhalb des Gesichts. Weibchen sind weniger gräulich gefärbt als die Männchen und das Fell macht einen leicht bräunlichen Eindruck. Mit fortschreitendem Alter wird das Fell zunehmend grau, aber durch die fehlenden weißen Einsprengsel niemals so hell wie das Fell der Männchen. Bei beiden Geschlechter ist die nackte Gesichtshaut schwarz und das Fell auf der Brust und zwischen den Beinen rund um die Geschlechtsorgane orangefarben, ähnlich wie bei Pithecia pissinattii.

## Systematik
Der Mittermeier-Nacktgesichtsaki wurde erst 2014 bei einer Revision der Sakis neu beschrieben und zu Ehren des US-amerikanischen Anthropologen und Primatologen Russell A. Mittermeier, Präsident von Conservation International und lange Zeit Vorsitzender der Primate Specialist Group der IUCN benannt. Zuvor waren die Affen dem Kahlgesichtigen Saki (Pithecia irrorata) zugeordnet worden.

## Status
Das ursprünglich vollständig von Wald bedeckte Verbreitungsgebiet hat durch extensiven Straßen- und Schienenwegebau im Bereich zwischen Rio Madeira und Rio Tapajós in den letzten beiden Jahrhunderten und durch das brasilianische Entwicklungsprogramm Polonoroeste in den 1980er Jahren zur Vernichtung weiter Bereiche des Lebensraumes der Primatenart geführt, so dass die Landschaft heute möglicherweise nur noch etwa zur Hälfte oder auch weniger von Wäldern bedeckt ist. Dadurch ist das Vorkommen des Mittermeier-Nacktgesichtsakis nun stark zersplittet, möglicherweise entstanden auch Hybridisierungszonen mit anderen, nahe verwandten Arten.
Die bisher einzige bekannte Haltung in der europäischen Zoogeschichte war in den 1960er bis 1980er Jahren in Köln, allerdings unter dem Artnamen Pithecia monachus, später dann auch unter Pithecia irrorata.

## Belege
1. ↑   Zootierliste, ZTL 18.6